# Ismail Belmaalam
Ismail Belmaalam (arab. إسماعيل بلمعلم, ur. 9 kwietnia 1988 w Casablance) – marokański piłkarz, grający jako środkowy obrońca. Trzykrotny reprezentant kraju.

## Kariera klubowa

### Raja Casablanca
Swoją karierę zaczynał w Raja Casablanca. Do pierwszego zespołu został przesunięty w 2009 roku. W sezonie 2010/2011 zdobył swoje pierwsze mistrzostwo kraju.
W sezonie 2011/2012 (pierwszym w bazie Transfermarkt) zagrał 17 spotkań i strzelił dwie bramki, a ponadto zdobył puchar Maroka.

### Pierwsze wypożyczenie
1 lipca 2012 roku został wypożyczony do Baniyas SC, a kwota transakcji wyniosła 500 tysięcy euro. W emirackim zespole zadebiutował 24 września 2012 roku w meczu przeciwko Asz-Szabab Dubaj (porażka 2:0). Rozegrał całe spotkanie. Cztery dni później, w meczu przeciwko Ittihadowi Kalba, strzelił pierwszą bramkę. Padła w 3. minucie spotkania. Łącznie na tym wypożyczeniu rozegrał 5 meczów i strzelił jedną bramkę.

### Powrót do Casablanki
30 czerwca 2013 roku Belmaalam powrócił do macierzystego klubu.
W sezonie 2013/2014 zagrał 23 mecze w lidze, ponadto miał gola i asystę. Zagrał też komplet meczów na Klubowych Mistrzostwach Świata, gdzie Raja awansowała do finału.
W sezonie 2014/2015 rozegrał 4 mecze ligowe.

### Drugie wypożyczenie
1 stycznia 2015 roku został wypożyczony do Al-Wakrah SC za kwotę 201 tysięcy euro. W katarskim zespole zadebiutował 5 lutego 2015 roku w meczu przeciwko Al Sadd (2:2). Zagrał cały mecz, dostał też żółtą kartkę. Pierwszą bramkę strzelił 4 kwietnia 2015 roku, a rywalem jego zespołu był Qatar SC. Belmaalam trafił do bramki w 17. minucie. Łącznie na tym wypożyczeniu zagrał 9 meczów i raz trafił do siatki.

### Qatar SC
1 lipca 2015 roku został zakupiony przez Qatar SC za kwotę 550 tysięcy euro. W tym zespole debiut zaliczył 12 września 2015 roku w meczu przeciwko Al-Kharitiyath SC (przegrana 2:1). Grał 20 minut, zmienił go Mostafa Mido. W sumie zagrał 13 meczów.

### Ittihad Tanger
5 sierpnia 2016 zdecydował się na powrót do ojczyzny, podpisując kontrakt z Ittihadem Tanger. Klub ten zapłacił za niego 271 tysięcy euro. W tym zespole zadebiutował 27 sierpnia 2016 roku w meczu przeciwko Difaâ El Jadida (zwycięstwo 4:1). Zagrał całe spotkanie. Pierwszą asystę zaliczył 25 grudnia 2016 roku w meczu przeciwko Chabab Rif Al Hoceima (wygrana 4:1). Asystował przy trafieniu Youssefa Sekoura w 59. minucie. Pierwszą bramkę strzelił 4 lutego 2017 roku w meczu przeciwko Difaâ El Jadida (porażka 4:1). Do siatki trafił w 27. minucie z rzutu karnego. Łącznie w Tangerze zagrał 24 mecze, strzelił 4 bramki i raz asystował. W sezonie 2017/2018 cieszył się po raz drugi w karierze ze zdobycia mistrzostwa Maroka.

### Drugi powrót
19 lutego 2018 roku powrócił do Raja Casablanca. Po powrocie zagrał tam 8 spotkań, miał też jedną asystę.

### FAR Rabat
27 lipca 2018 roku podpisał kontrakt z FAR Rabat. W tym zespole po raz pierwszy wystąpił 9 września 2018 roku w meczu przeciwko Difaâ El Jadida (porażka 0:1). Zagrał całe spotkanie. Łącznie zagrał 23 mecze.
1 lipca 2019 roku odszedł ze stołecznego klubu. Następnie postanowił zakończyć karierę.

## Kariera reprezentacyjna
W reprezentacji wystąpił trzykrotnie; po raz pierwszy wystąpił w ojczystych barwach 2 czerwca 2012 roku w meczu przeciwko reprezentacji Gambii (1:1). Zagrał całe spotkanie.